# Roy Williams
Roy Williams (født 14. august 1980 i Redwood City, Californien, USA) er en tidligere amerikansk footballspiller, der spillede ni år i NFL som safety. Han kom ind i ligaen i 2002, og repræsenterede Dallas Cowboys og Cincinnati Bengals.
Willams har hele fem gange, i 2003-2007, deltaget i Pro Bowl, NFL's All Star-kamp.
- 2002-2008: Dallas Cowboys
- 2009-2010: Cincinnati Bengals